# 阿納羅薩峰
46°35′56.2″N 9°18′56.6″E / 46.598944°N 9.315722°E

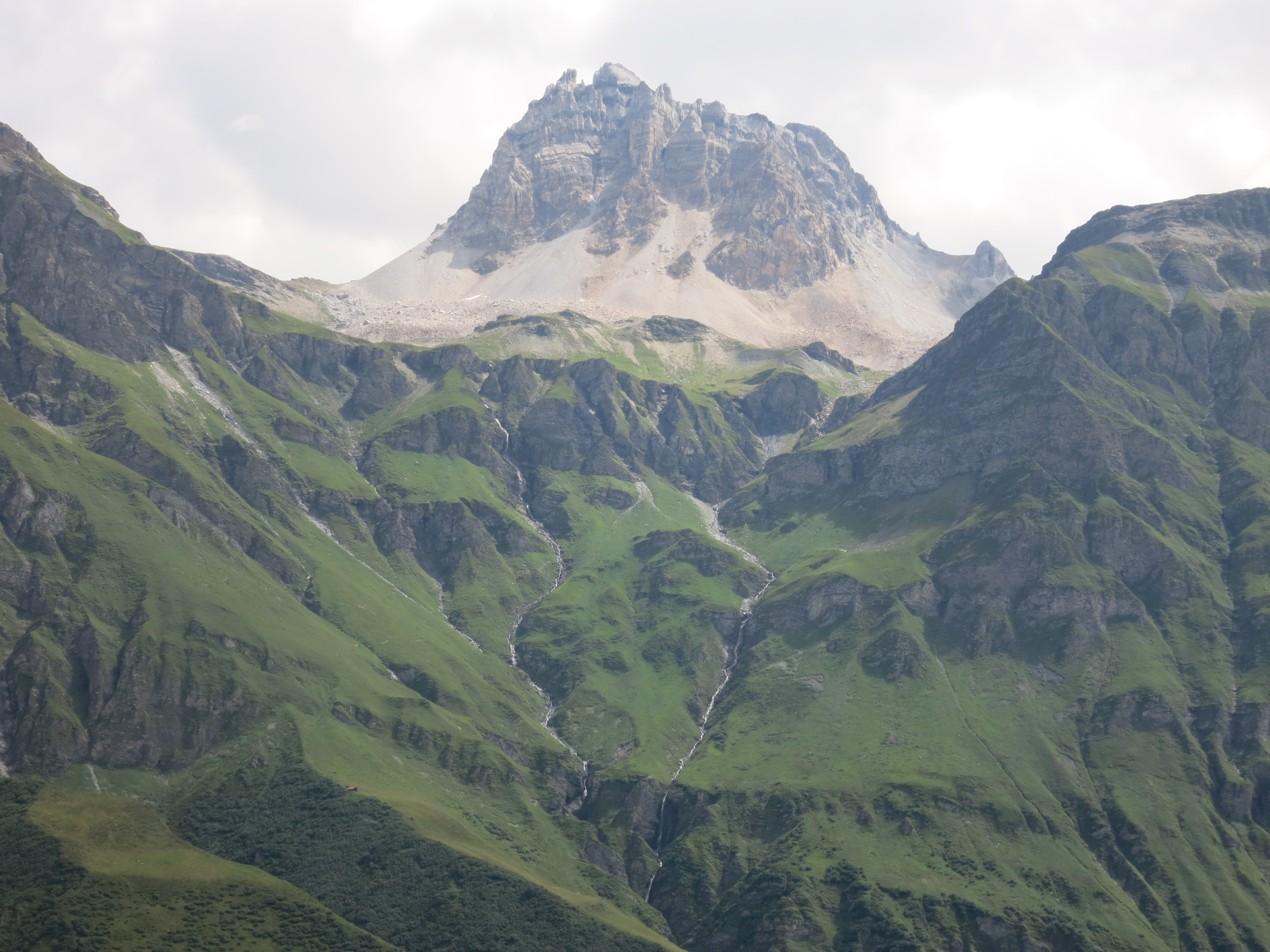

阿納羅薩峰（Pizzas d'Anarosa），是瑞士的山峰，位於該國東南部，由格勞賓登州負責管轄，屬於勒蓬廷阿爾卑斯山脈的一部分，海拔高度3,002米，每年平均降雨量1,929毫米。

## 外部連結
- Pizzas d'anarosa on Hikr （页面存档备份，存于）